# Microphone à ruban

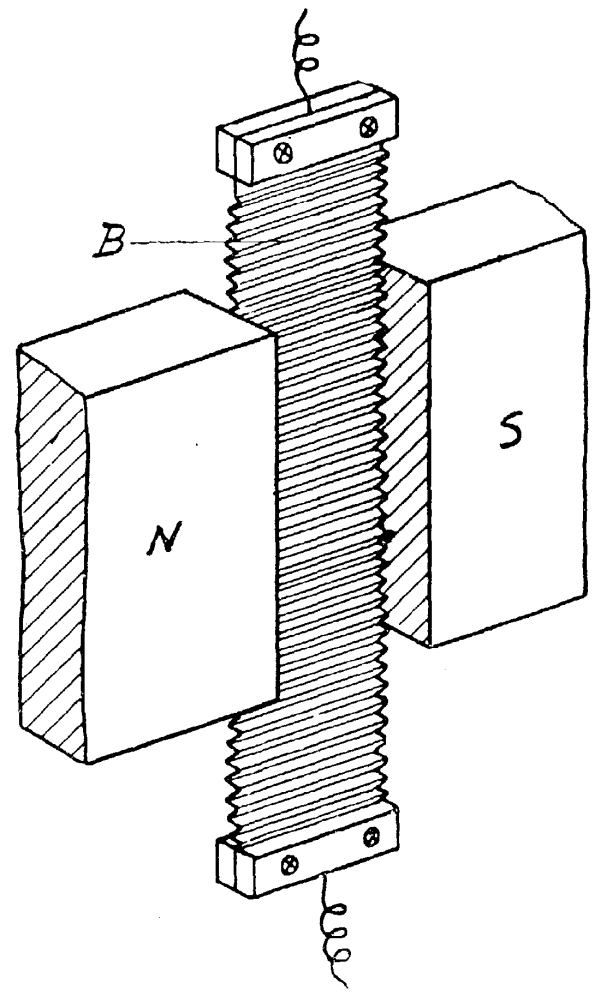
Schéma du principe du microphone à ruban.
- B = ruban.
- N et S = pôles de l'entrefer magnétique.

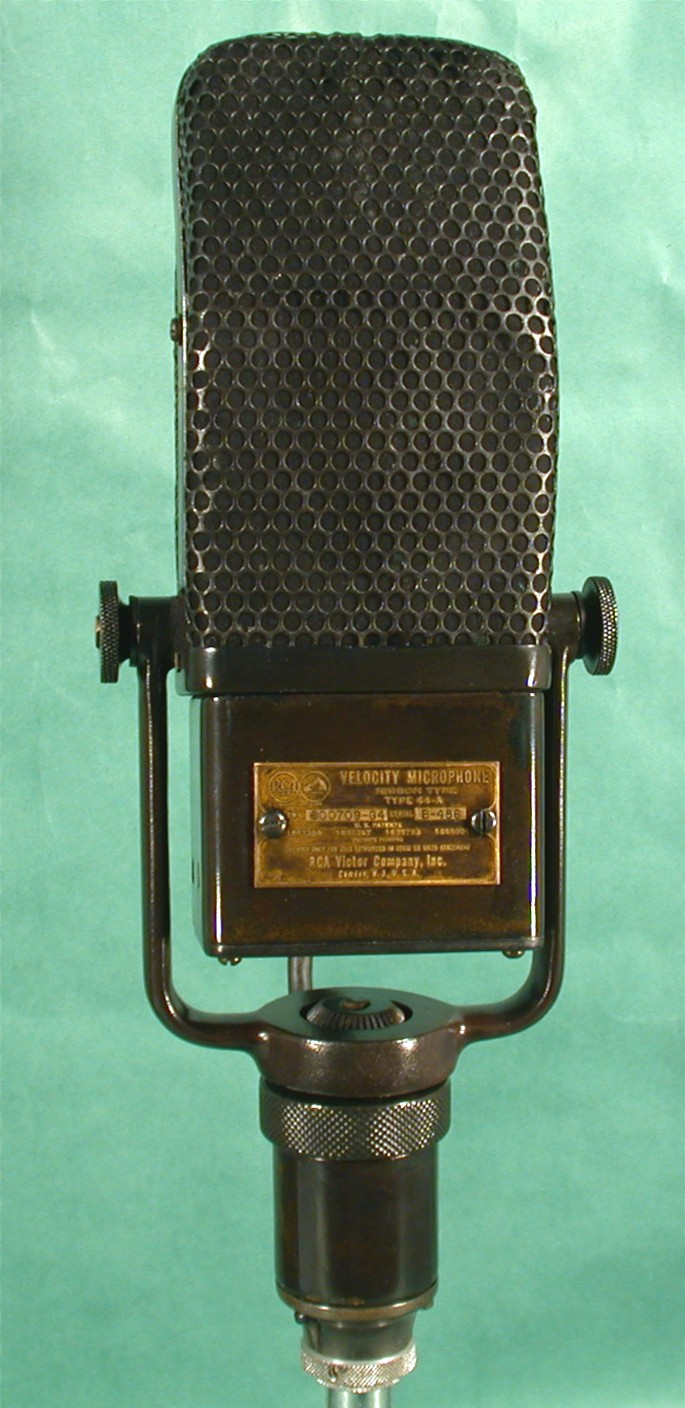
Microphone à ruban RCA 44-A

Le microphone à ruban fonctionne selon le même principe que le microphone à bobine mobile, c'est-à-dire qu'il convertit une variation de pression sonore en signal électrique à l'aide du phénomène de l'induction magnétique due à la loi de Lenz.
Comme son nom l'indique, sa principale caractéristique est de remplacer le système de bobine mobile par un fin ruban métallique faisant alors office à la fois de membrane acoustique et de bobinage électrique.
En général, ce dernier est fabriqué en aluminium plissé « en accordéon » afin de permettre une mobilité suffisante. Certains rubans des modèles les plus modernes sont constitués d'une fine membrane de plastique recouverte d'un alliage conducteur afin de réduire les risques dus à la fragilité du système. Il existe même un micro à double ruban (placés face contre face à très faible distance). Ceci permet d'avoir une augmentation des performances. Les rubans agissent de concert. Toute déformation de l'un doit être identique pour l'autre. La liaison acoustique et électrique des rubans empêche tout mouvement s'il n'est pas validé par l'ensemble de l'équipage. Cette « pseudo » contre-réaction abouti à un des meilleurs micros rubans actuels réputé en radio, cinéma, et studios.
Le ruban est fixé dans l'entrefer d'un puissant aimant et la tension résultante est collectée à ses deux extrémités. Cette dernière est typiquement très faible et nécessite l'utilisation d'un circuit de préamplification interne (voir schéma ci-contre).
Compte tenu de l'impédance de sortie très basse (3 à 4 Ohms) et de la difficulté de concevoir un préampli très sensible et sans souffle à cette impédance d'entrée, très souvent celui-ci est remplacé par un transformateur audio ayant une impédance de sortie de 200 ohms (50 ohms anciennement). À partir de là, le micro à ruban se branche et s'exploite dans les mêmes conditions qu'un micro dynamique excepté un niveau de sortie 2 à 3 fois moindre, qu'un préampli micro standard arrive en général à rattraper à la prise de son.
Le principal avantage attribué à ce type de transducteur est une réponse en fréquence très large qui dépasse facilement les 20 kHz.
L'utilisation d'un ruban suspendu induit une directivité originelle de type bidirectionnelle. Certains modèles ont été adaptés par la suite. Ainsi, certains fabricants utilisent un labyrinthe acoustique absorbant logé dans le manche du micro chargé d'occulter la sensibilité arrière du ruban afin de n'avoir qu'une seule face qui capte le son. Cette astuce permet d'avoir un micro à ruban d'aspect et d'utilisation très proches d'un micro 'dynamique' classique à membrane.(ex: BEYER type M160 double ruban et M260 simple ruban).
Développés dans le courant des années 1930, – premier brevet de la firme RCA en 1931 – les microphones à ruban connurent immédiatement un fort succès, devenant la référence pour la prise de voix en radio, cinéma et studio d'enregistrement jusqu'à l'avènement du micro électrostatique dont le plus illustre fabricant est Georg Neumann. (Bien que démarré en 1928, avec l'énorme micro CMV3 dit 'la bouteille' le micro électrostatique ne deviendra prédominant qu'en 1949 avec le fameux U47 à lampes.) 
Les professionnels du son attribuent au microphone à ruban de nombreuses qualités. Ils sont reconnus pour présenter une excellente réponse aux transitoires, un son particulièrement naturel et subjectivement "chaud". Cela est dû à la très faible largeur du ruban vis-à-vis de la longueur d'onde la plus petite à analyser. La position du ruban par rapport à la source sonore est dans ce cas importante (corps impérativement vertical ou point rouge en haut pour certains modèles).
Leur principal défaut et la raison pour laquelle ces microphones n'étaient plus que rarement utilisés était leur extrême fragilité. En effet, un simple souffle, le vent ou un son trop puissant tel qu'un coup de feu peut facilement étirer le ruban et lui faire perdre alors sa mobilité, voire le déchirer. Dès lors, les microphones à ruban ne furent plus utilisés qu'en intérieur et protégés par des bonnettes anti-vent ou des systèmes anti-pop.
De nombreux fabricants fabriquent maintenant des micros à ruban protégés des plosives et des souffles de vent. Les grilles sont bien étudiées pour ce faire. La perte de rendement est facilement rattrapée par un préampli spécifique implanté dans le corps du microphone et alimenté par l'alimentation fantôme de 48 volts initialement dévolue aux microphones électrostatiques sur les tables de mélange professionnelles. Compte tenu de la baisse très importante du prix de certains micros statiques d'importation asiatique, même de tout  petits mixers disposent de cette alimentation. Les micros à électret initialement alimentés par une pile de 1.5 volt pour leur préampli à effet de champ, utilisent également de plus en plus cette source d'énergie. Les micros à ruban disponibles sur le marché se comptent maintenant en dizaines. Certains, très élaborés, dépassent le prix de micros électrostatiques renommés. On peut dire qu'il s'agit d'une renaissance pour les micros à rubans.
- Avantages : son très naturel, chaud et précis; bande passante très large.
- Inconvénients : extrême fragilité, nécessite une préamplification, prix très élevé, niveau de saturation facilement atteint.
- Quelques modèles de référence : RCA 44A, le standard des voix radiophonique des années 1930; Coles 4104, le microphone des commentateurs sportifs de la télévision anglaise BBC ; Melodium 42 B, utilisé dans de nombreux studios pour la prise de son musicale.

## Liens Intéressants
- Wes Dooley, de RCA à AEA, partie #1
- Rencontre avec Wes Dooley, constructeur de microphones à ruban, partie #2